# Туисси, Джузеппина
Джузеппина Туисси (итал. Giuseppina Tuissi), более известная как Джанна (итал. Gianna, также La Staffetta Gianna, 23 июня 1923, Аббиатеграссо, Ломбардия — 23 июня 1945, Черноббьо, Ломбардия) — итальянская коммунистка и партизанка во время Второй мировой войны. Она входила в состав 52-й бригады Гарибальди «Луиджи Клеричи». С сентября 1944 года она была пособницей партизана Луиджи Канали (известного как капитан Нери) и вместе с ним сыграла важную роль в аресте и казни Бенито Муссолини и Клары Петаччи.

## Ранние годы
Джузеппина родилась в 1923 году в Аббиатеграссо, в провинции Милан. Она жила и работала разнорабочей в Баджо, пригороде Милана.

## Партизанство
В 1943 году она начала служить партизанским курьером под псевдонимом «Джанна». 6 января 1945 года она была арестована вместе с Канали в Леццено членами XI Чёрной бригады «Чезаре Родини» и подвергалась пыткам в течение 23 дней. По истечении этого периода она была переведена в штаб-квартиру СС в Монце офицером гестапо капитаном Вернигом, который сожалел о её состоянии и был впечатлен её храбростью. 12 марта её освободили. Отказавшись от пути бегства в Швейцарию, она продолжала участвовать в партизанской борьбе в северной Ломбардии. Она и Нери присутствовали при аресте Муссолини и Петаччи 27 апреля близ Донго; и до их казни на следующий день в Джулино.
Туисси подозревали в предательстве и в том, что во время задержания она раскрыла имена партизан. Её арестовали в Баджо 29 апреля и продержали под стражей до 9 мая. Её допрашивал Пьетро Вергани, региональный командир бригад Гарибальди и член ИКП.
В конце мая 1945 года она отправилась в Милан с сестрой Луиджи Алисой Канали, чтобы узнать больше о его смерти. Несмотря на угрозы, она продолжала задавать вопросы, угрожая раскрыть то, что узнала. В июне она познакомилась с Ферруччо Ланфранки, редактором Corriere d’Informazione, расследовавшем смерть Муссолини. Чувствуя себя брошенной товарищами, она исчезла 23 июня 1945 года, в свой 22-й день рождения. Предполагается, что она была убита, а её тело брошено в озеро Комо недалеко от Черноббьо.
Её смерть, а также смерть Нери и других партизан поздней весной 1945 года представляют собой неразгаданную тайну истории итальянского Сопротивления. В 1957 году Данте Горрери, секретарь ИКП Комо, и Пьетро Вергани были обвинены в убийстве как подстрекатели; Дионисио Гамбаруто и Маурицио Бернаскони в качестве исполнителей. Судебный процесс, проходивший в Падуе, не был завершён из-за ряда процессуальных препятствий.